# Cuarteto Zupay
El Cuarteto Zupay, o simplemente los Zupay, fue un grupo de música popular argentina creado en Buenos Aires en 1966, que se mantuvo activo hasta 1991. Los miembros fundadores fueron los hermanos Pedro Pablo García Caffi (barítono) y Juan José García Caffi (primer tenor), Eduardo Vittar Smith (bajo) y Aníbal López Monteiro (segundo tenor).
Con el paso de los años la composición del grupo fue cambiando, con excepción de Pedro Pablo García Caffi, titular del nombre del grupo, que permaneció hasta su disolución. Otros miembros fueron Eduardo Cogorno (tenor), Rubén Verna (tenor), Horacio Aragona (tenor), Gabriel Bobrow (tenor), Javier Zentner (bajo) y Marcelo Díaz (tenor). Desde 1981 hasta la disolución del cuarteto en 1991, la formación fue Pedro Pablo García Caffi, Eduardo Vittar Smith, Rubén Verna y Gabriel Bobrow.
Con un estilo apoyado en el trabajo vocal, el Cuarteto Zupay buscó desde un principio superar la fractura entre folklore y tango, así como desarrollar sonoridades y temáticas nuevas capaces de atraer a los jóvenes hacia un estilo que denominaron música popular argentina (MPA). Entre los temas incorporados a su repertorio se destacan la Marcha de San Lorenzo, Zamba del nuevo día, Chiquilín de Bachín, Si Buenos Aires no fuera así, Jacinto Chiclana, Canción de cuna para un gobernante, Oración a la Justicia, Como la cigarra, Te quiero, Ojalá, etc. Su autor preferido fue María Elena Walsh, cuyas canciones íntegraron casi todos los álbumes que editaron y tres de ellos en exclusividad.

## Antecedentes
En Argentina, la música de raíz folklórica venía creciendo en difusión desde los años treinta, de la mano de un proceso de industrialización que indujo una migración interna masiva del campo a la ciudad y del interior (las provincias) a Buenos Aires. Ese resurgimiento de la música folklórica estalló en los años cincuenta en lo que se llamó el «boom del folklore».
En los años sesenta se amplificaría el boom del folklore con el lanzamiento de los grandes festivales de música folklórica como el Festival de Cosquín (1961) y el Festival de Jesús María (1966), pero sobre todo con la aparición y difusión masiva de formas musicales renovadoras, en un proceso de alcance continental que adoptó denominaciones como los de «nueva canción latinoamericana» y música popular argentina (MPA).
El surgimiento del Cuarteto Zupay es parte de una tendencia a crear grupos vocales que caracterizó a la música folklórica de Argentina en los años sesenta y setenta. Entre los precursores del movimiento se destacan Los Huanca Hua, aparecido en 1960 e inspirado en las ideas renovadoras del Chango Farías Gómez, aunque el «folklore coral» ya tenía antecedentes como la experiencia precursora del Cuarteto Gómez Carrillo en los años cuarenta, así como el conjunto Llajta Sumac, Los Andariegos, el Cuarteto Contemporáneo, el Conjunto Universitario "Achalay" de La Plata, y Los Trovadores del Norte, ya en los años cincuenta. Pero sería el éxito alcanzado por Los Huanca Hua lo que impulsaría la formación de grupos vocales en Argentina.
Hasta ese momento la mayoría de los conjuntos trabajaba a dos voces, excepcionalmente a tres voces. Los grupos vocales ―íntimamente relacionados con un proceso de desarrollo de los coros menos visible pero de gran alcance―, comenzaron a introducir cuartas, quintas y sextas voces, contrapuntos, contracantos y en general a explorar las herramientas musicales de la polifonía y de antiguas formas musicales diseñadas para el canto, como el madrigal, la cantata, el motete, entre otras.
Siguiendo las posibilidades innovadoras para la música folklórica y popular que abrían los arreglos vocales, se crearon entonces varios grupos vocales ―entre ellos el Cuarteto Zupay―, como el Grupo Vocal Argentino, Los Trovadores, Opus Cuatro, Buenos Aires 8, el Quinteto Tiempo, Markama, Contracanto, Cantoral, Anacrusa, Santaires, De los Pueblos, Intimayu, etc. La influencia se extendió a otros países de la región, como fue el destacado caso del grupo chileno Quilapayún.

## Trayectoria

### Los inicios
El Cuarteto Zupay se formó en Buenos Aires en 1966 y debutó en mayo de 1967, a iniciativa de los hermanos Pedro Pablo García Caffi (barítono) y Juan José García Caffi (primer tenor), a quienes se sumaron Eduardo Vittar Smith (bajo) y Aníbal López Monteiro (segundo tenor).
En los dos primeros álbumes el grupo utilizó la denominación Cuarteto Vocal Zupay, llamándose a partir del tercero simplemente Cuarteto Zupay. La palabra "Zupay" o "Supay" es un término quechua que corresponde a un dios-demonio de origen indígena, protagonista de gran cantidad de leyendas y danzas ancestrales en la región noroeste del país, ligada histórica y culturalmente a la civilización andina. El Zupay es una figura ambivalente, definida por el sincretismo, que ha sido asimilada al Diablo de la cultura cristiana, pero que también es adorado como señor de las profundidades o Salamanca. A diferencia de lo que sucede con el Diablo cristiano, "el indígena no repudiaba al Supay sino que temiéndole, lo invocaba y rendía culto para evitar que le hiciera daño".
Jugando con el nombre, el grupo titularía años después a su décimo álbum como La armonía del Diablo. Por otra parte, el séptimo álbum adoptó para la portada una imagen simbólica, utilizada en adelante como isotipo del grupo, que consiste en un triángulo negro invertido, con un rostro diabólico sonriente en el centro, pintado en rojo, que se corresponde con la descripción folklórica del Zupay. Finalmente, en la portada de la antología 20 grandes éxitos lanzada en 2007, se incluyó una significativa foto
del cuarteto rodeando una máscara del Zupay, de las que se utilizan en las diabladas del carnaval de Oruro en el altiplano andino.
Juan José García Caffi, músico de formación clásica y arreglador en esa primera etapa, le imprimió al grupo el estilo de un conjunto música de cámara, inspirándose en el madrigal renacentista, en tanto que Pedro Pablo García Caffi impuso una estricta disciplina de ensayos, que le ganó el mote de García Gadaffi, pero que también estableció desde un principio un criterio de excelencia y profesionalismo, inhabitual por entonces.

### Folklore sin mirar atrás (1967-1969)

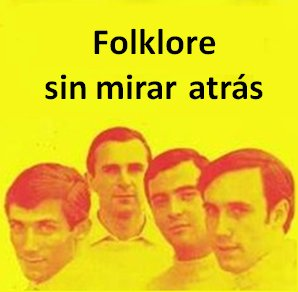
Folklore sin mirar atrás, álbum debut, 1967.

El Cuarteto Zupay debutó en mayo de 1967 presentándose en La Botica del Ángel de Eduardo Bergara Leumann. Situada en Lima 670 era uno de los reductos de Buenos Aires en los que se promovía a los artistas vinculados con lo que entonces se llamaba la nueva canción argentina, que buscaba salir de los esquemas tradicionales de la dualidad tango-folklore, con cantautores inclasificables como Nacha Guevara y María Elena Walsh; esta última habría de ser la autora de mayor presencia en el repertorio histórico del cuarteto. Ese mismo año, debutó también Les Luthiers, con una propuesta de humor musical sin parangón, y aparecieron Los Gatos con La Balsa, dando origen a un género que adoptó el nombre de "rock nacional".
Argentina estaba en ese momento gobernada por una dictadura militar liderada por Juan Carlos Onganía que poco menos de un año antes había derrocado el presidente radical Arturo Illia. A poco de debutar lanzaron un disco simple con el que llamaron la atención, realizando una audaz versión de la Marcha de San Lorenzo a capella (pocos años después, el régimen militar prohibiría otra versión, de rock psicodélico y muy humorística e informal, hecha por la banda Billy Bond y La Pesada del Rock and Roll).
En diciembre de 1967 el grupo lanzó su primer álbum con el expresivo título de Folklore sin mirar atrás, título que volvió a llevar su segundo álbum lanzado al año siguiente. Ambos álbumes, sus títulos, los textos de contratapa escritos por Miguel Smirnoff y el cancionero que los integra, constituyen un verdadero manifiesto cultural sobre lo que ellos denominaban música popular argentina (MPA), que señalaría desde un inicio una definida línea artística-ideológica que sin abandonar las raíces indígenas, africanas e hispano-coloniales presentes en el folklore, tuviera como prioridad la libertad creativa y el desarrollo de nuevas formas musicales y contenidos poéticos. En la contratapa del segundo álbum Miguel Smirnoff, por entonces productor del ciclo Canciones para argentinos jóvenes en el Teatro Payró, realiza algunas notables precisiones sobre la música de los Zupay:

Evitemos, al hablar de este disco, el término "folklore", aunque figure en el título del disco, convenientemente condimentado. Se trata aquí de música nuestra, argentina y actual; tampoco es "la música actual", ya que los Zupay siguen evolucionando permanentemente y, aún dentro de este álbum, es fácil notar dos o tres etapas distintas del proceso que los está llevando a la creación de "eso" que, tal vez, sea expresión fiel de nuestro país en el mundo: la Música Popular Argentina, así, con mayúsculas, integrando los elementos del tango y el folklore a una base rítmica y melódica de valor universal y fácil comprensión en cualquier parte.

Folklore sin mirar atrás Vol 1 incluye las dos canciones del primer simple, Marcha de San Lorenzo y Añoranzas, y otras entre las que se destacan Antonino, tradicional español, Zamba del nuevo día, de Armando Tejada Gómez y Oscar Cardozo Ocampo, que se convertiría en un clásico del grupo, y Chacarera de la copla perdida de Lupe García Caffi y Juan José García Caffi. El disco también cuenta con una interpretación de Camino del indio de Atahualpa Yupanqui que motivó un ácido comentario del autor: «Los Zupay, los que me asfaltaron el camino del indio».
En el segundo semestre de 1968, el grupo sacó su segundo álbum, Folklore sin mirar atrás Vol. 2. El disco es similar en su estructura temática al primero, pero es mucho más complejo y audaz, tanto en los arreglos vocales, como en la inclusión de disonancias, la participación en cuatro temas del conjunto instrumental de Oscar López Ruíz, y sobre todo con el uso de batería y guitarra eléctrica, una innovación radical para el folklore. Un paso similar había dado tres años antes, el cantante folk estadounidense Bob Dylan, sufriendo un abucheo escandaloso en el Festival Folk de Newport.
Temáticamente el álbum contiene temas de estilo más variado, entre ellos Los castillos, de María Elena Walsh, que se convertiría en la autora favorita del grupo; Mi pueblo chico de Pérez Pruneda y Adela Cristhensen, también lanzado como simple, otro de sus éxitos; Por un viejo muerto, del trovador Damián Sánchez y Bernardo Palombo, tema de contenido social sobre un anciano sin hogar muerto de frío en la calle; y el conocido tango Milonga triste de Sebastián Piana y Homero Manzi.

### Cambios y más cambios (1969-1975)

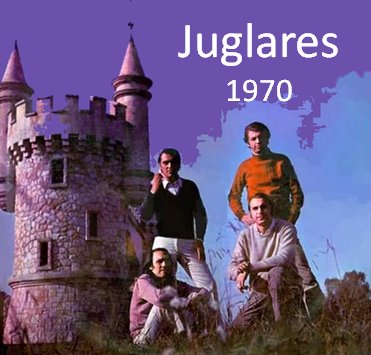
Juglares (1970), tercer álbum del grupo. De izq. a der.: arriba: Aníbal López Monteiro y Eduardo Cogorno; abajo: Pedro Pablo García Caffi y Eduardo Vittar Smith. La foto está tomada frente al pórtico de entrada al Parque Pereyra Iraola.

En 1969 abandonó el grupo el primer tenor Juan José García Caffi, quien se encargaba de los arreglos vocales, para dedicarse plenamente a su vocación de compositor y director de orquesta sinfónica, en la que sobresaldría, radicándose desde 1975 en España. Sería reemplazado por el, entonces tenor, Eduardo Cogorno, quien se desempeñaba en el Coro Universitario de Arquitectura, aunque J. J. García Caffi volvería a encargarse de los arreglos vocales e instrumentales en los álbumes de 1972, 1973 y 1977. El grupo quedó entonces integrado con dos tenores (L. Monteiro y Cogorno), un barítono (P. P. García Caffi) y un bajo (Vittar Smith).
Ese mismo año los Zupay comenzaron a realizar también espectáculos multimedia, combinando la música, con imágenes proyectadas (inicialmente diapositivas y luego también películas), y textos dramáticos o poéticos. El primero fue Juglares, con arreglos vocales de Mónica Cosachov ―pianista y fundadora de la Camerata Bariloche― y fotografías de Juan Carlos Castagnola, acompañado por el tercer álbum del grupo, lanzado en 1970 con el mismo título. Juglares muestra una evolución notable y marcó la consolidación del estilo propio del cuarteto en el que las fronteras entre el folklore y tango aparecen desdibujadas dentro de un marco más amplio en el que predominan la libertad de formas y un sonido nuevo. Juglares se integró con temas que se volverían fundamentales en el repertorio de los Zupay, como Si Buenos Aires no fuera así de Eladia Blázquez, Chiquilín de Bachín de Horacio Ferrer y Astor Piazzolla, Jacinto Chiclana ―un poema de Jorge Luis Borges musicalizado por Astor Piazzolla―, El violín de Becho del uruguayo Alfredo Zitarrosa, Romance del enamorado y la muerte, un anónimo español del siglo XV, y dos canciones de protesta ―género que adoptaría un gran desarrollo en toda América Latina en esa época―, Margarita and the tigres, una "chacarera's" humorística de Mónica Cosachov contra la junta militar gobernante, y Canción de cuna para gobernante, de María Elena Walsh, contra las dictaduras militares latinoamericanas, que se volvió un clásico. En el disco participan músicos de gran prestigio, como Mónica Cosachov, interpretando piano y clavecín, Cacho Tirao en guitarra, Pedro Pablo Cocchiararo en fagot y Antonio Yepes en la percusión.
La prensa de la época destacó la convocatoria juvenil y estudiantil que tuvo el álbum, como sucedió con un recital multitudinario en el Club Atenas de Córdoba, transmitido por la radio de la universidad:

Más de 6.000 jóvenes escucharon en completo silencio el recital ofrecido por el Cuarteto Zupay… Las ovaciones que premiaron la finalización de los temas, emocionaron a estos estudiosos de la música y poesía argentina quienes debieron repetir su actuación.

En 1971 se presentaron en el Teatro Diagonal de Mar del Plata presentando el espectáculo multimedia ¿Queréis saber... (si un país está bien gobernado y reinan en él buenas costumbres?), sobre un libro escrito por Pedro Pablo García Caffi, que incluía textos de Confucio y autores argentinos. El Cuarteto Zupay acentuaba para entonces la crítica política y social que el grupo ya había insinuado en Juglares, que se convertiría en una característica central de su repertorio y que los llevó naturalmente a adherir al Movimiento del Nuevo Cancionero que Armando Tejada Gómez, Mercedes Sosa y Manuel Matus habían lanzado en Mendoza en 1963.
Entre 1971 y 1972 el grupo sufre tres cambios, al retirarse Cogorno ―fue a estudiar canto en la Escuela Superior de Canto de Madrid―, López Monteiro y Vittar Smith. Los tres fueron reemplazados, respectivamente, por los tenores Gabriel Bobrow y Rubén Verna ―proveniente de Les Luthiers―, y el bajo Javier Zentner; este último, además de desempeñarse como bajo asumiría funciones de arreglador instrumental y vocal. Como barítono permaneció Pedro Pablo García Caffi, ya convertido en líder del grupo y que sería el único cantante que integraría todas las formaciones del cuarteto hasta su disolución.
En 1972, un año de gran agitación política debido a la decisión de la dictadura militar de convocar a elecciones libres, la popularidad que el Cuarteto Zupay estaba ganando entre los estudiantes y los jóvenes con ideales transformadores, se puso de manifiesto en un recordado recital que realizaron el 3 de mayo junto a Piero en la Facultad de Medicina de la Universidad de Buenos Aires. Del espectáculo nunca se publicó la grabación completa, pero Piero incluyó temas del mismo en su álbum Coplas de mi país donde se destaca una pieza única del repertorio registrado del grupo, La del televisor, en la que Zupay muestra su capacidad para generar espectáculos complejos, en los que combinaba música, humor, teatralidad e imágenes. El álbum también rescató la interpretación en vivo de Coplas de mi país de Piero, y Los americanos de Alberto Cortez.
Ese mismo año lanzan su cuarto álbum, Si todos los hombres..., con arreglos de Juan José García Caffi y Javier Zentner. El título fue tomado de la canción de Piero y José Tcherkaski, con la que se cierra el disco y que tiene como estribillo un llamado a la acción:

Ahora, ahora
que sobran las palabras.
Ahora que gritamos,
ahora que hay más tarde.
Si todos los hombres... Letra de José Tcherkaski.

El álbum incluye entre otros, El viejo Matías de Víctor Heredia, un tema de contenido social que se volverá un clásico de su repertorio, dos canciones de María Elena Walsh, Vals municipal dedicado a Buenos Aires, Aria del salón blanco parodiando a la dictadura, Milonga de andar lejos del uruguayo Daniel Viglietti, por entonces uno de los cantantes de protesta latinoamericanos más populares, y dos canciones de Atahualpa Yupanqui (Viene clareando e Indiecito dormido).
En marzo de 1973 se realizaron las elecciones en las que triunfó el peronismo ―luego de 18 años de proscripciones―, ideología a la que adherían algunos de los integrantes del cuarteto. En ese momento editan su quinto álbum, Cuarteto Zupay, con temas como Hoy comamos y bebamos, un tradicional medieval español, Mama Angustia, poema de José Pedroni musicalizado por Damián Sánchez, Fuego de Animaná de César Isella y Armando Tejada Gómez y Venceremos (We shall overcome), el famoso himno del movimiento por los derechos civiles en Estados Unidos, en versión española de María Elena Walsh. También en 1973 realizan su primera gira nacional bajo el lema Zupay canta MPA (Música Popular Argentina), que debido a la amplia convocatoria que generó, los llevó a realizar una segunda gira nacional al año siguiente. Este último año se retiró el bajo y arreglador Javier Zentner, volviendo al conjunto Eduardo Vittar Smith, para permanecer hasta su disolución.
En 1974 el Cuarteto Zupay, el dramaturgo Juan Carlos Gené y el actor Pepe Soriano se asociaron para poner en escena El inglés, una obra dramático-musical escrita y dirigida por Juan Carlos Gené y musicalizada por Rubén Verna y Oscar Cardozo Ocampo, recreando los episodios de la Primera Invasión Inglesa de 1806, cuando se impuso sobre Buenos Aires un gobierno militar británico y la reconquista posterior por un ejército popular rioplatense.

Un día, Soriano me llamó por teléfono para decirme que había hablado con la gente de Zupay para hacer una gira nacional juntos. ¡Pepe Soriano con el Cuarteto Zupay! Bueno, esa circunstancia provocó ‘El inglés’. Junto con la circunstancia del país, con mis problemas y mis maneras de interpretar la realidad, claro. Pero la obra se cortó cuando ocurrió el golpe militar del ’76, porque estuvo en cartel dos años seguidos. Y luego se repuso en el ’83.
Juan Carlos Gené.

La obra es un hito central en la trayectoria del grupo, no solo por el éxito que la acompañó sino también por constituir uno de los productos más acabados de uno de los objetivos permanentes del Cuarteto Zupay, el de superar los límites del lenguaje puramente musical, para desarrollar formas de expresión capaces de combinar distintas artes y lenguajes.
Se trata de un evidente alegato antiimperialista y contrario a los golpes de estado militares que se generalizaban por entonces en América Latina justificados en la doctrina de la Seguridad Nacional impulsada por Estados Unidos, a lo que opone una propuesta de liberación nacional fundada en la soberanía popular. Los artistas decidieron realizar el estreno en Córdoba, teniendo en cuenta que constituye el centro geográfico de Argentina, para desde allí presentarla luego en todo el país, incluyendo siete meses consecutivos en el Teatro General San Martín de Buenos Aires, con un éxito masivo que los llevó a interpretarla gratuitamente durante 1975 en sindicatos, asociaciones barriales y escuelas. El espíritu de la obra está resumido en los dos temas iniciales, Milonga para mis muertes, cantado por Soriano y Triunfo del pueblo, cantado por los Zupay, que en una parte de su letra dicen:

Milonga para mis muertes

Y sí, yo he muerto señores, no una vez, cientas morí
pero estoy vivo y contando las cosas que yo viví.
¿Que cómo es ese misterio, que no nací, que morí
cientos y cientos de veces y sigo contando aquí?
Porque mi historia, señores, es la historia del país,
cosas que el suelo ha sufrido, cosas que con él sufrí.
Tierra contra el extranjero, extranjero contra tierra,
la tierra quiere su vida, los de afuera, su dinero.
Yo estuve aquí desde siempre y por siempre estaré aquí,
me matarán muchas veces y al ratito estaré aquí.
Voy a contarles mis muertes, que es contarles que viví
y a mostrarles que yo siempre vivo, viviré y viví.

Triunfo del pueblo

El triunfo es de los hombres que hacen la tierra,
la muerte es de los vivos que la saquean.
La tierra se quiere justa, injusta quieren que sea
los que desde afuera vienen y la saquean y la saquean.

En 1975 recibieron el Premio Prensario al "Mejor Grupo de la Música Popular Argentina". Ese mismo año prepararon dos espectáculos, Canciones que canta el viento con temas anónimos del cancionero folklórico y poemas de Atahualpa Yupanqui y Jaime Dávalos, y Pequeña Historia de la Canción Popular, sobre textos de la musicóloga María Teresa Melfi, que presentaron en escuelas, bibliotecas populares, sindicatos y clubes barriales de Buenos Aires. En el verano de 1976, los Zupay, Gené y Soriano volvieron a poner en escena El inglés, en el Hotel Hermitage de Mar del Plata.

### Dictadura (1976-1983)

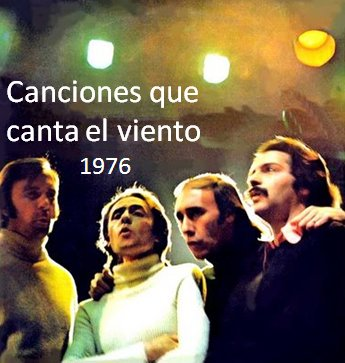
Canciones que canta el viento (1976). Sexto álbum dedicado íntegramente a canciones anónimas del folklore argentino. De izquierda a derecha: Eduardo Vittar Smith, Marcelo Díaz, Pedro Pablo García Caffi y Rubén Verna.

En 1976, con la violenta dictadura militar autodenominada como Proceso de Reorganización Nacional, el Cuarteto Zupay dejó de presentar nuevos espectáculos en vivo en Argentina hasta 1980, siendo su último espectáculo Las cosas que pasan, realizado ese mismo año en el Teatro Lassalle de Buenos Aires, que incluía una película del mismo nombre dirigida por García Caffi y diapositivas de Juan Carlos Castagnola. El Cuarteto Zupay estaba acompañado por Piero, José Luis Castiñeira de Dios en guitarra y Rodolfo Mederos en bandoneón.
En julio y agosto de 1976 grabaron su sexto álbum, Canciones que canta el viento, dedicado íntegramente a interpretar canciones tradicionales anónimas del folklore argentino. El disco ha sido considerado como uno de los mejores de la historia del grupo y es el resultado de una investigación musicológica conducida por María Teresa Melfi. En esta oportunidad los arreglos y dirección musical estuvieron a cargo de Rubén Verna. Incluye doce temas recopilados o registrados por Juan Alfonso Carrizo, Manuel Gómez Carrillo, Andrés Chazarreta, Alberto Rodríguez, Isabel Aretz, Carlos Vega, Augusto Cortázar y Leda Valladares. Se destacan el clásico carnavalito Viva Jujuy, que abre el álbum; Vidalita de Ullum, definida en la contratapa como "una de las joyas del cancionero riojano"; la chacarera santiagueña La shalaca; el huaino Ojos negros; A los bosques yo me interno, un carnavalito-huaino de tipo híbrido de origen desconocido; La Arunguita, una danza quichua de origen santiagueño cantada en quechua. Las interpretaciones muestran la madurez alcanzada por el grupo para combinar tradición y novedad sonora. Los Zupay también se encargan de la ejecución de todos los instrumentos: flauta traversa (Pedro P. García Caffi), erkencho y flauta dulce (Marcelo Díaz), guitarra, flauta dulce y órgano (Rubén Verna), percusión y charango (Eduardo Vittar Smith). Diario 16 de Madrid comentó el resultado logrado con las siguientes palabras:

Todas las canciones que interpreta el Cuarteto Zupay son populares. Solo que el popularismo de los argentinos no está detenido en el tiempo, como sucede en España. Y así en ochenta minutos de ininterrumpida tensión el Cuarteto Zupay nos da una lección de cómo pueden adaptarse y mezclarse los más diversos estilos sin atentar contra la "pureza" de ninguno.

Durante tres años estuvieron incluidos en las listas negras de censura elaboradas por la dictadura argentina. Por esa razón, en 1977 el grupo salió de Argentina para actuar en España, donde grabaron y lanzaron el séptimo álbum, El arte de Zupay, con una selección de temas incluidos en los cinco primeros álbumes. El encargado de los arreglos fue Juan José García Caffi, quien se había radicado en España desde hacía dos años. La portada del álbum incluyó como imagen por primera vez el que pasaría a ser el isotipo del conjunto: un triángulo invertido con el rostro de Zupay sonriente en el centro.
En España los integrantes del grupo tomaron conocimiento pleno de la gravedad de las violaciones de los derechos humanos que estaba cometiendo la dictadura argentina. Frente a ello, al año siguiente, Marcelo Díaz decidió no volver a la Argentina con el grupo. Por su parte, Rubén Verna abandonó el grupo ―volvería en 1981― para integrarse al cuarteto vocal Opus Cuatro. Dos nuevos tenores entraron al grupo en su reemplazo, Horacio Aragona y Gabriel Bobrow ―este permanecería hasta la disolución―, quienes se sumaron a Pedro P. García Caffi y Eduardo Vittar Smith.
En 1979, luego de tres años sin editar discos en Argentina y para no perder presencia, lanzan un álbum antológico con el título de Retrospectiva, en el que participa el bandoneonista salteño Dino Saluzzi. En 1980 el grupo presentó su primer espectáculo desde 1976, La Vuelta de Zupay!, que incluía la película Postal de guerra, título de una canción de María Elena Walsh, realizada por P. P. García Caffi tomando escenas de la guerra de Vietnam. También en 1980 presentaron Cantares de Dos Mundos, interpretando las canciones anónimas tradicionales argentinas a la par de obras polifónicas españolas de la época de los Reyes Católicos, entre ellas el coral anónimo que habla de la Inmaculada "Ríu ríu chíu", un coral de Juan de la Encina, "Oy comamos y bebamos" y un tema no registrado en grabaciones, "De los álamos vengo".
En 1981 se retiró Eduardo Aragona y volvió al grupo Rubén Verna, adquiriendo el cuarteto una integración que mantendría hasta su disolución: Pedro Pablo García Caffi (barítono), Eduardo Vittar Smith (bajo), Rubén Verna (tenor) y Gabriel Bobrow (tenor).

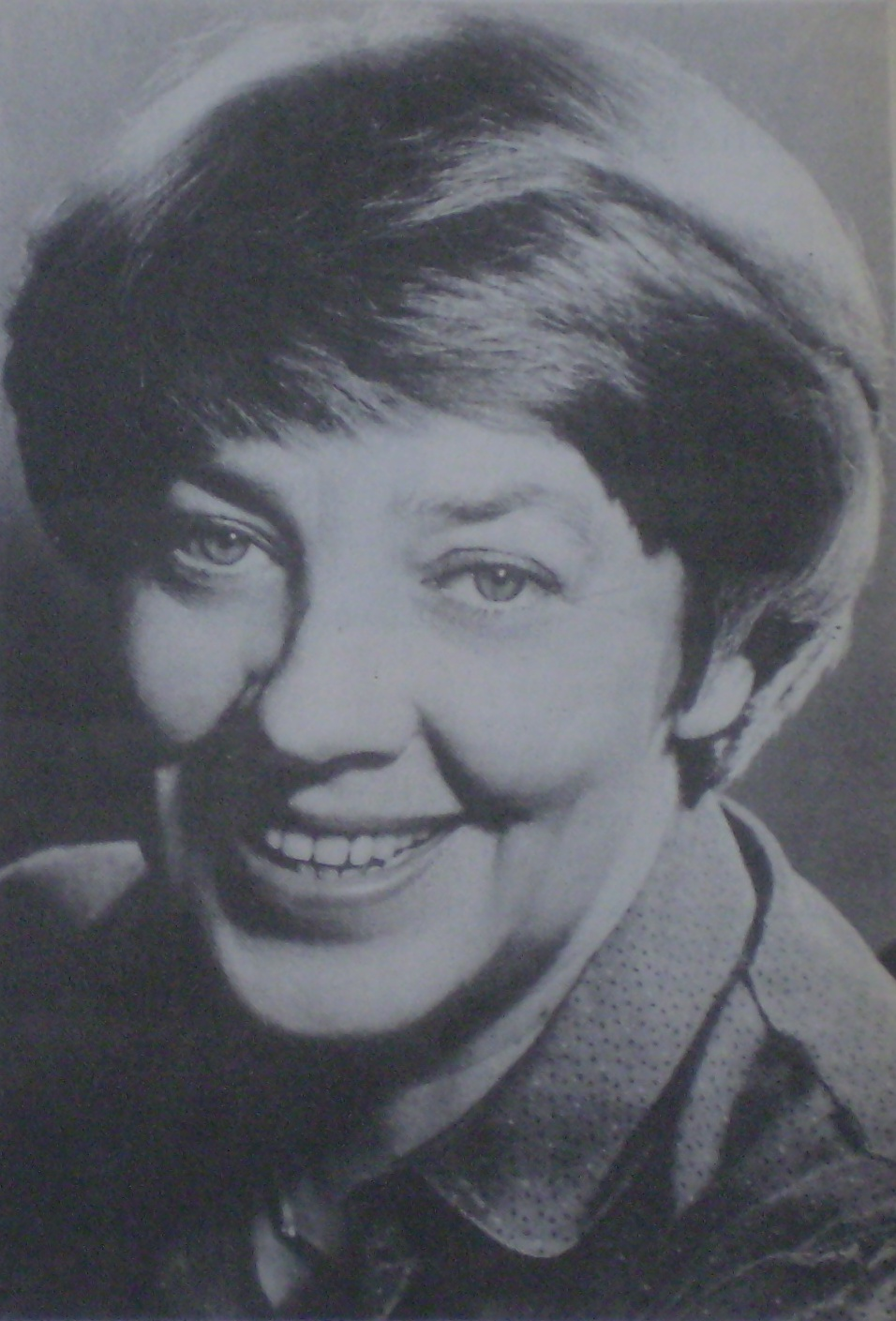
En 1981 el Cuarteto Zupay lanzó el álbum Dame la mano y vamos ya, el primero de los tres que dedicarían enteramente a María Elena Walsh, en momentos que se comenzaba a anticipar el agotamiento de la dictadura militar. M. E. Walsh, autora preferida del grupo, ha definido su obra con las siguientes palabras: «nunca me sentí omnipotente; sí sabía que al menos yo hacía cosquillas molestas al poder.».

Ya con esta última y definitiva integración, graban en 1981 el álbum Dame la mano y vamos ya, el primero de los tres que dedicarían enteramente a la obra de María Elena Walsh. El álbum tiene un doble sentido: homenajear a quien es la autora preferida de los Zupay y ser parte de la incipiente apertura política, en el mismo año que los partidos políticos crearon la Multipartidaria para presionar al gobierno militar y las organizaciones sindicales y de derechos humanos realizaban sus primeras manifestaciones masivas. El título es una frase de María Elena Walsh incluido en el tema Canción de caminantes y tiene un claro significado político.

Siempre nos separaron los que dominan,
pero sabemos que hoy eso se termina.

Dame la mano y vamos ya.
Canción de caminantes, María Elena Walsh.

El disco abre con una canción compuesta por Walsh en 1972, Como la cigarra, que se volvería una de las canciones emblemáticas del retorno a la democracia en Argentina ("tantas veces me mataron, tantas veces me morí, sin embargo estoy aquí, resucitando"), al igual que Canción de caminantes. El álbum incluye dos temas que ya pertenecían al cancionero del grupo, como Vals municipal y sobre todo Serenata para la tierra de uno ("por todo y a pesar de todo/mi amor yo quiero vivir en vos"), con el estilo de una canción de amor, que también quedaría asociada al momento histórico. Requiem de madre es un tema de contenido feminista, El Señor Juan Sebastián combina el barroco de Bach y del propio estilo del grupo, en tanto que Manuelita la tortuga rinde homenaje a la poderosa influencia de María Elena Walsh en varias generaciones de niños argentinos. El disco cierra con la tristeza alegórica de Postal de guerra, que había sido tomado el año anterior para realizar la película del espectáculo La vuelta de Zupay!:

Ay... ¿cuándo volverá
la flor a la rama y el olor al pan?
Lágrimas, lágrimas, lágrimas...
Postal de guerra, María Elena Walsh.

El disco resultó un éxito de ventas y el grupo recibió su primer disco de oro.
A fines de 1981 y principios de 1982 se realizaron se realizan grandes manifestaciones multitudinarias contra la dictadura militar y luego se produce la Guerra de las Malvinas que finaliza con la derrota argentina y el colapso del régimen, que se vio obligado a convocar a elecciones para fines de 1983, sin poder para establecer condicionamientos.
En ese marco el Cuarteto Zupay lanzó su décimo álbum, La armonía del Diablo. El título del disco, en el que se utiliza la palabra "Diablo" para autoreferenciarse, tiene variedad de significados. El más obvio alude, casi literalmente, a la música de los Zupay. Pero la expresión «armonía del Diablo», también se refiere al tritono o intervalo de cuarta aumentada, una armonía disonante de tres tonos enteros (oír ▶), prohibida en la Edad Media por la Iglesia católica por atribuírsela al Diablo. Finalmente, el grupo sugiere un tercer significado al decir en la contratapa que "armonía", en sentido figurado, quiere decir "amistad y buena correspondencia".
El disco incluye doce temas, cada uno de los cuales es interpretado con un artista invitado. El álbum abre con Zamba del nuevo día, uno de los temas emblemáticos del cancionero Zupay, ya incluido en el primer álbum, que en esta oportunidad cuenta con el autor de la música Oscar Cardozo Ocampo, en la ejecución de la guitarra y el piano. Luego interpretan El sueño grande ("somos Latinoamérica, no lo olvidemos nunca más"), de Sergio Denis con él mismo acompañando el canto. El tercer tema del lado A es la Vidala del nombrador, de Falú y Dávalos, con el recitado del poeta salteño Jaime Dávalos. La banda cuatro la ocupa Fuego de Animaná ("ayer nomás salió el pueblo") de Isella y T. Gómez, con el recitado de Armando Tejada Gómez, para continuar con otro de sus éxitos El viejo Matías, con la voz de su autor Víctor Heredia, en su regreso al país anticipando los recitales conjuntos que realizarían ese año y en 1984. El lado A cierra con Riu riu chi, un anónimo español del siglo XVI ―infaltables en cada presentación del grupo―, que ejecutan junto al conjunto medievalista Danserye. El lado B abre con el tango Chiquilín de Bachín de Astor Piazzolla y Ferrer, con Leopoldo Federico en el bandoneón. Luego sigue Canción de cuna para un gobernante ("que ya te están velando los estudiantes") de María Elena Walsh, con el grupo instrumental Gente de Buenos Aires (Horacio Malvicino, Daniel Binelli, Adalberto Cevasco y Enrique Roizner). El tema 4 es La baguala que cantan junto al Chango Farías Gómez, inspirador histórico de los grupos vocales sudamericanos. Como pista 5 se encuentra La añera de A. Yupanqui, con Manolo Juárez en el piano y el disco cierra con Triunfo del pueblo, uno de los temas más vibrantes de El inglés, cantándola junto al actor Pepe Soriano.
Armonía del Diablo también fue presentado ese año como espectáculo musical-coreográfico con la bailarina Teresa Duggan y coreografía de Ana Itelman.
Ese mismo año de 1982 la Organización de Estados Americanos editó un disco completamente dedicado al Cuarteto Zupay, como parte de su colección Ediciones Interamericanas de Música, incluyendo en la portada un cuadro del pintor Raúl Russo, sobre la base de temas incluidos en los álbumes anteriores. Finalmente se presentaron junto a Víctor Heredia en el Estadio Obras Sanitarias, en un recital histórico y de alta emotividad porque marcó el retorno al escenario del primero, luego del exilio. Víctor Heredia, que había sufrido la desaparición de su hermana María Cristina, una activista sindical, se convirtió en uno de los autores que mejor expresaron la tragedia de la dictadura. Dos años después el Cuarteto Zupay incluiría su canción Informe de la situación dentro del álbum Memoria del pueblo.
También durante ese año se publicó una nueva versión del álbum "Canciones que canta el viento".
En enero de 1983 repusieron, junto a Juan Carlos Gené y Pepe Soriano, El inglés, la obra que habían tenido que levantar al momento de tomar el poder la dictadura militar siete años antes. El reestreno se realizó en el Teatro Regina de Buenos Aires y luego fue llevada a todo el país en una gira nacional, siendo presentada incluso en el festival de Cosquín.
El éxito y la convocatoria que obtuvo, así como el hecho del retorno al teatro argentino de Juan Carlos Gené, uno de los dramaturgos más importantes de América Latina, exiliado por entonces en Venezuela, convirtió a la puesta en escena de la obra en uno de los sucesos culturales más representativos del periodo posterior a la Guerra de Malvinas y la retirada de la dictadura.
La obra recibió el Premio Prensario 1983 y fue grabada en disco por el sello Philips, con las participación de los siguientes músicos: Mauricio Cardozo Ocampo en guitarra española y guitarra de doce cuerdas; Babu Cerviño en sintetizador; Carmelo Saíta en campanas y aros de metal; Edgardo Rudnitzky en tam tam y timbales; José Luis Colzani en batería; Felipe Oscar Pérez en piano; Oscar Alem en bajo; Telmo Gómez y Horacio Viola en trompetas; Carlos Hugo Borgnia y Norberto Claudio Tavella en trombones.
El inglés ha sido definida como:

una pieza fundamental del teatro argentino de todos los tiempos. La actuación y la música desentrañando los misterios de nuestra historia en la obra épica por excelencia de Juan Carlos Gené.

Recordando ese momento Pepe Soriano dijo:

El éxito de la obra, nos llevó inclusive, al festival de Cosquín y fue la única obra de teatro que se presentó en un festival de música folclórica. Para mi resulta inolvidable aquella noche con el público de pie con los pañuelos blancos y las campanas de la iglesia echaron a vuelo.
A mis amigos los Zupay, solamente les digo: gracias!
Pepe Soriano.

Ese mismo año sacan dos álbumes más, una recopilación en Brasil y un álbum de reencuentro con Litto Nebbia, fundador del «rock nacional». Este último lleva el título de Nebbia-Zupay, para que se encuentren los hombres y contiene once canciones que interpretaron juntos en diversas actuaciones. De ellas, ocho son de Nebbia (Nueva zamba para mi tierra, Yo no permito, etc.), dos son de María Elena Walsh (Serenata para la tierra de uno y Barco quieto), cerrando el álbum con el Ave María de Schubert. Entre los músicos que participan de la placa se destacan Oscar Moro, baterista de Los Gatos, en Nueva zamba para mi tierra, Lalo de los Santos en bajo, guitarra y coros, el baterista Norberto Minichillo, y el percusionista uruguayo Cacho Tejera en Ojos que ven, corazón que siente. En la contratapa del disco Litto Nebbia dice que "tardamos una semana para grabarlo y 20 años de trayectoria profesional para poder hacerlo".

### Democracia (1984-1991)

Integración final del Cuarteto Zupay: de izquierda a derecha: Gabriel Bobrow, Pedro Pablo García Caffi (abajo), Rubén Verna (arriba), Eduardo Vittar Smith.

El 10 de diciembre de 1983 asumieron las nuevas autoridades democráticas. Los primeros años estuvieron marcados por las revelaciones de las atrocidades cometidas por la dictadura, los juicios a los militares y las resistencias e intentos de golpes de estado para evitar las investigaciones y las condenas.
En ese marco histórico el Cuarteto Zupay lanzó en 1984 su álbum n.º 15, Memoria del pueblo, que resultaría el más exitoso de la historia del grupo. El álbum presenta en la portada una manifestación popular (foto de Juan Carlos Castagnola) y cita como lema guía, una frase de Joan Manuel Serrat, quien también integró las listas negras del Proceso:

«La memoria es esencial para no repetir errores...; si uno no se acuerda exactamente de lo que pasó, es muy difícil que pueda valorar lo que tiene.»

Memoria del pueblo abre con Oración a la Justicia ("señora de ojos vendados... quítate la venda y mira, cuánta mentira") de María Elena Walsh, en una potente versión que se instaló como uno de los clásicos del grupo. Inmediatamente después interpretan Solo le pido a Dios de León Gieco, canción escrita en 1978 que fue símbolo de la movilización cultural popular de los jóvenes durante la Guerra de las Malvinas. El tercer tema es Señora violencia de Miguel Cantilo y Piero, una condena de la violencia más allá de los fines perseguidos, tema que se repite en Cuentos de la jungla, último tema del lado A, también de Cantilo. Los otros dos temas del primer lado son la Milonga del muerto ("no conviene que se sepa que muere gente en la guerra"), un poema antibélico de Jorge Luis Borges, con música de Sebastián Piana; y dos temas juntos de Charly García Inconsciente colectivo-Los dinosaurios ("los amigos del barrio pueden desaparecer, pero los dinosaurios van a desaparecer"), esta última canción emblemática del crimen de desaparición de personas que caracterizó a la dictadura argentina. El lado B abre con Informe de la situación ("duele a mi persona tener que expresar/que aquí no ha quedado casi nada en pie") de Víctor Heredia, canción definida como crónica de la tragedia de una generación y de un país, seguido de Balada del Comudus Viscach de M. E Walsh, una parodia del hombre promedio sin ideales. La banda 3 es Aquí hay las madres..., un inusual tema propio de García Caffi y Verna dedicado a las Madres de Plaza de Mayo, seguido de Levántate y canta de Isella y H. Negro. Los dos últimos temas del álbum son Coplas de mi país de Piero y José Tcherkaski y Nueva zamba para mi tierra de Litto Nebbia, en una versión más acelerada y enérgica que la que habían realizado el año anterior en Nebbia-Zupay.... Siguiendo la línea artística sobre una música popular argentina (MPA), señalada desde los inicios del grupo, el álbum incluye canciones provenientes de la música folklórica, del tango y del rock nacional, sin alterar la continuidad estilística de las interpretaciones. Entre los músicos que acompañan al Cuarteto Zupay en el álbum se encuentran Litto Nebbia, Lalo de los Santos (bajo), Norberto Minichilo (batería), Manolo Yanes y Babu Cerviño (sintetizador), Mauricio Cardozo Ocampo (guitarra española), etc.
Durante ese año y el año siguiente presentaron en todo el país el espectáculo Memoria del pueblo, con las canciones del álbum y una película homónima dirigida por Pedro Pablo García Caffi, que incluye testimonios del Premio Nobel de la Paz Adolfo Pérez Esquivel, la presidenta de Madres de Plaza de Mayo Hebe de Bonafini, excombatientes de Malvinas, Piero, Víctor Heredia, Miguel Cantilo, César Isella, y Jorge Luis Borges, entre otros.
En abril de 1984 Silvio Rodríguez y Pablo Milanés visitaron Argentina por primera vez para realizar una histórica presentación en el Estadio Obras Sanitarias, junto al Cuarteto Zupay, León Gieco, Víctor Heredia, Piero, César Isella y Antonio Tarragó Ros, a quienes invitaron para compartir el escenario. El evento ha sido considerado como "la mayor manifestación sonora del retorno a la democracia". Se trataba de dos músicos cubanos, fundadores de la Nueva Trova, rigurosamente prohibidos en Argentina durante toda la dictadura, cuyas canciones habían circulado entre los jóvenes de mano en mano, en grabaciones clandestinas. Inicialmente se habían programado dos presentaciones, pero la convocatoria masiva las llevó a quince.
El Cuarteto Zupay interpretó tres temas en esos recitales memorables: Para el pueblo lo que es del pueblo, junto a Silvio Rodríguez y Piero, Ojalá, junto a Silvio en una versión antológica que pasó a ser una de las principales de su cancionero, y Canción con todos, junto al resto de los artistas, en otra versión de antología. Los recitales quedaron registrados en un álbum doble lanzado ese mismo año bajo el título de Silvio Rodríguez - Pablo Milanés en vivo en Argentina.

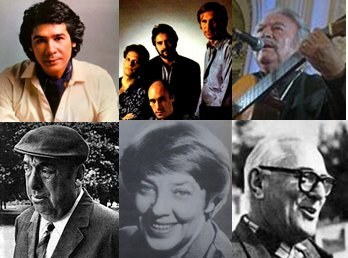
Canto a la poesía (1984). Recital y álbum. Víctor Heredia, Los Zupay y César Isella se reunieron para cantar a los poetas Pablo Neruda, María Elena Walsh y José Pedroni.

Los días 5 y 6 de mayo de 1984 los Zupay, César Isella y Víctor Heredia se reunieron para realizar dos recitales conjuntos en el Luna Park. El espectáculo se llamó Canto a la poesía, donde cada uno aportó las canciones de su repertorio con letras de sus poetas preferidos: María Elena Walsh para el Cuarteto Zupay, Pablo Neruda para Víctor Heredia y José Pedroni para César Isella. Los recitales fueron un éxito y ese mismo año se lanzó la grabación en vivo de los mismos, en un álbum doble con el mismo título de Canto a la poesía, vendiendo 300.000 unidades.
El álbum reúne 25 poemas, 10 de Pablo Neruda, 9 de M. E. Walsh y 6 de José Pedroni. Abre y cierra con dos temas de M. E. Walsh cantados por todos, Canción de caminantes y La cigarra. Los temas de los tres poetas se van alternando, con los artistas a veces cantándolos solos y otras veces juntos. El resto de los temas de M. E. Walsh incluidos son Serenata para la tierra de uno, Requiem de madre, Sábana y mantel, Vals municipal, El señor Juan Sebastián, Manuelita la tortuga y Balada del Comudus Vizcach. Las canciones sobre poemas de Neruda son Sube conmigo amor americano, La muerte del mundo cae sobre mi vida, Niña morena y ágil, El pueblo victorioso, Porque ha salido el sol, Viejo ciego, Levántate conmigo y Cuerpo de mujer, todas musicalizadas por V. Heredia, a las que se suman La patria dividida y Soneto 93, con música de C. Isella. Finalmente las canciones con poemas de Pedroni son Cuando estoy triste, La cuna de tu hijo, Mama Angustia, Un día, un dulce día, Palabra de mi esperanza y Madre luz; las tres primeras con música de Damián Sánchez y las tres últimas de César Isella. Entre los puntos más altos del recital se encuentran Sube conmigo amor americano, Porque ha salido el sol, La patria dividida ―estallando en aplausos cuando cantan "quiero la luz de Chile enarbolada"―, y La cigarra ―con el público celebrando cada vez que los artistas dicen "y volví cantando"―, cantadas por todos juntos.
En 1984 también fueron invitados a formar parte del álbum Jaime Torres y su gente, del destacado charanguista jujeño Jaime Torres, cantando en Mambo machaguay, además de actuar como instrumentistas.
En 1985 aparece Canciones de amor, su 17.º álbum, donde se destacan las versiones de Te quiero ("si te quiero es porque sos/mi amor, mi cómplice y todo/y en la calle codo a codo/somos mucho más que dos") de Alberto Favero y el poeta uruguayo Mario Benedetti, que se convertiría en un éxito popular, Ojalá de Silvio Rodríguez y Sinceramente tuyo de Joan Manuel Serrat. Fieles a su línea de tratamiento de la música popular argentina sin compartimentos estancos, el disco incluye también canciones románticas provenientes del folklore (Tonada del viejo amor, de Falú y Dávalos), del tango (Cuando tú no estás de Gardel y Le Pera) y del rock nacional (Cuando yo me transforme de Nebbia e Ingaramo). En este álbum los Zupay incorporan decididamente el cancionero latinoamericano, sumando al tema de Silvio Rodríguez, dos canciones del también cubano Pablo Milanés (Para vivir y Como si fuera primavera con letra de Nicolás Guillén) y una de la chilena Violeta Parra (Que he sacado con quererte). Finalmente se incluyen Mis ganas de Jairo y María Elena Walsh y Álamos de primavera ("no me dejes morir donde no debo") de Víctor Heredia. En el disco participan también como músicos invitados el grupo AfroCuba.
También en 1985 el Cuarteto Zupay fue invitado por Mercedes Sosa a participar en su álbum Vengo a ofrecer mi corazón, cantando Venas abiertas de Mario Schajris y Leo Sujatovich. Por su larga trayectoria hasta este año 1985, el Cuarteto recibe de parte de la Fundación Konex el Diploma al Mérito como una de las mejores agrupaciones de folklore de la historia Argentina.
En 1986 lanzaron dos álbumes dedicados a María Elena Walsh, Canciones para convivir y Canciones infantiles, el primero de canciones dirigidas a adultos de la autora preferida del grupo y el segundo de temas dirigidos a niños. Canciones para convivir incluye ¿Diablo estás?, Palomas de la ciudad, Las aguas vivas, El buen modo, Para los demás, El viejo varieté, Sapo Fierro, Sin señal de adiós, Orquesta de señoritas y La clara fuente. A las anteriores 10 canciones le agregaron dos éxitos previos: Oración a la justicia y la Balada del Comudus Viscach.
Canciones infantiles relacionó a los Zupay con el mundo de los niños argentinos en el que M. E. Walsh ha reinado durante cinco generaciones. Se trata de un álbum inusual en la música popular argentina, de un grupo de artistas consagrados que realizan un disco totalmente dirigido a los niños. Reflexionando sobre del arte para niños, Walsh ha dicho:

Entre los literatos se suele considerar de una manera un tanto despectiva la actividad de escribir "para niños". Entre otras cosas, los niños no fabrican prestigios literarios: no escriben crónicas en los diarios ni otorgan premios ni ofrecen becas.

El disco incluye las canciones infantiles más famosas de María Elena Walsh, como Canción de la vacuna, El último tranvía, La reina batata, La pájara pinta, El reino del revés, Canción del jardinero, La vaca estudiosa y Canción de tomar el té. También incluye Los castillos, que ya había formado parte de tercer álbum, Juglares (1970). Llama la atención que el álbum no incluya la canción infantil más famosa de M. E. Walsh, Manuelita, la tortuga, que ya formaba parte del repertorio del grupo y que sí forma parte del álbum el álbum Dame la mano y vamos ya, de 1981, el primero que dedicaran a la autora. Entre 1988 y 1990 el grupo presentó el espectáculo Canciones infantiles en todo el país, incluyendo videos de cada tema en los que los integrantes cantan en ambientes oníricos y fantásticos.
En mayo de 1987 el Cuarteto Zupay cumplió 20 años. Por esa razón lanzaron un álbum titulado precisamente Mayo del 67, jugando en cierto modo con el significado de mayo del 68, las rebeliones obreras y estudiantiles que se produjeron en Francia en esa fecha. Se trata de una retrospectiva, en la que el grupo seleccionó canciones de distintas épocas y álbumes. Ese año se presentaron en el Festival de Cosquín, donde se colocó una Placa de Honor, en reconocimiento a las dos décadas de trayectoria del grupo, y luego celebraron el aniversario con un recital en el Luna Park.
En 1989 lanzaron el que sería el último álbum del cuarteto, Con los pies en la tierra, realizado junto al Coro Banco Provincia dirigido por Fernando Terán. El disco coincide con un momento histórico en el que el mundo cambiaba drásticamente, a partir de la caída del Muro de Berlín, preludio de la disolución de la Unión Soviética y del fin de la Guerra Fría, así como del inicio de la globalización. Simultáneamente Argentina vivía un momento de caos y confusión, con constantes insurrecciones militares que habían logrado la sanción de las leyes de impunidad y una crisis caracterizada por la hiperinflación y un aumento sin precedentes de la pobreza, que obligó al presidente Alfonsín a renunciar y entregar el poder anticipadamente a su sucesor, Carlos Menem.
El título del álbum está tomado de una canción de Julio Lacarra que tiene como mensaje central la frase "con los pies en la tierra y un sueño cierto". Los temas se caracterizan por expresar preocupación e interrogantes sobre el destino del mundo y la humanidad. La preocupación por el mundo, una temática ausente en el repertorio anterior del Cuarteto Zupay, se hace presente en Padre ("Padre, que están matando la tierra, deja ya de llorar, que nos han declarao la guerra") de Joan Manuel Serrat; en Patria es humanidad, canción de estilo flamenco a partir de una frase de José Martí, de Alberto Favero y Mario Benedetti; en Fragilidad ("acero y piel, combinación tan cruel") de Sting, un tema contra la violencia; y en Ciegas banderas ("ya no quiero más banderas en mi mundo/que se enfrenten como gallos en la arena") de Víctor Heredia. El disco incluye también varias canciones de reflexión sobre la condición humana como Levántate y canta ("¿Por qué caerse y entregar las alas?/¿Por qué rendirse y manotear las ruinas?") de Isella y Héctor Negro, A redoblar, de Mauricio Ubal y Rubén Olivera, canción emblemática de la resistencia a la dictadura uruguaya del grupo Rumbo, Balada del ventarrón de Chico Novarro y María Elena Walsh, sobre los permanentemente renovados desafíos que presenta la vida, Piedra y camino ("soy peregrino de un sueño lejano y bello") de Atahualpa Yupanqui, y la novedad de una canción de Rubén Verna y el periodista Carlos Abrevaya, titulada Todo está por hacerse todavía ("porque allí donde sea el fin será el principio"). El álbum cierra con un tema de María Elena Walsh, El viejo varieté, que dice en su estrofa final:

¡A escena los artistas,
mientras el mundo exista
no se suspende la función!

Durante 1989 y 1990, los Zupay presentaron el espectáculo Con los pies en la tierra, junto al Coro Banco Provincia, en los teatros General San Martín y Alvear de Buenos Aires, y en el resto del país. En 1991 lanzaron un nuevo espectáculo, Y ahora... ¿qué hacemos?, sobre un libro y con la participación del periodista y humorista Carlos Abrevaya, en el Teatro General San Martín de Buenos Aires. Abrevaya se había destacado por su trabajo conjunto con Jorge Guinzburg en la tira cómica Diógenes y el Linyera y la revista Humor®, y luego en el programa de televisión La noticia rebelde, que revolucionó la crítica y el lenguaje televisivo desde el primer año de la era democrática.
En octubre de 1991 el Cuarteto Zupay se disolvió. La razón principal fue que, con la asunción del peronismo en 1989, Pedro Pablo García Caffi comenzó a dar prioridad a su deseo de dedicarse a la dirección musical clásica. En 1990 realizó la producción artística de un álbum de la Orquesta Filarmónica de Buenos Aires en el Teatro Colón y, a principios de 1991, le presentó al por entonces intendente de la Municipalidad de Buenos Aires, Carlos Grosso, un proyecto de reestructuración de la Orquesta Filarmónica de Buenos Aires, que finalmente se concretaría con su designación como director general en 1992.
La formación final fue Pedro Pablo García Caffi, Eduardo Vittar Smith, Rubén Verna y Gabriel Bobrow.

## Discografía

### Álbumes
1. Folklore sin mirar atrás, Trova, TL 13, 1967
2. Folklore sin mirar atrás Vol. 2, Trova, TL 18, 1968
3. Juglares, CBS, 19.007, 1970
4. Si todos los hombres..., CBS, 19.141, 1972
5. Cuarteto Zupay, CBS 19316, 1973
6. Canciones que canta el viento, Philips, 5334, 1976
7. Dame la mano y vamos ya, Philips, 5377, 1981
8. La armonía del Diablo, Philips, LP 5413, 1982
9. El inglés (con Pepe Soriano), Philips, 22006/07, 1983
10. Nebbia-Zupay, para que se encuentren los hombres (con Litto Nebbia), RCA TLP 50134, 1983
11. Memoria del pueblo, Philips, 822 690 - 1, 1984
12. Canto a la poesía, Philips, 822 328/9 - 1, 1984
13. Canciones de amor, Philips, 824 979 -1, 1985
14. Canciones para convivir, Philips, 830 235 - 1, 1986
15. Canciones infantiles, Philips, 830 664 - 1, 1986
16. Con los pies en la tierra, Philips, 842 118 - 1, 1989

### Discos simples
1. La marcha de San Lorenzo y Añoranzas, Trova TS 33-727, 1967
2. Mi pueblo chico y Chacarera de la copla perdida, Trova TS 33-732, 1967

### Recopilaciones
1. Cuarteto Zupay: Retrospectiva, Philips, 5266, 1979
2. Cuarteto Zupay - Argentina, Organización de los Estados Americanos, OEA-019, 1982
3. Cuarteto Zupay - Antología, Philips, 6347 403 Série Azul (Brasil), 1983
4. Mayo del 67, Philips 67416, 1987